# Кур'єр (фільм, 2012)
«Кур'єр» (англ. The Courier) — бойовик режисера Гані Абу-Ассада, у головній ролі Джеффрі Дін Морган. Прем'єра в США відбулася 31 травня 2012 року. 

## Зміст
У фільмі розповідається про відважного кур'єра, що намагається доставити валізку якомусь кримінальному авторитету, місцезнаходження якого нікому не відомо. Виконати цю місію кур'єру всіляко заважають корумповані поліцейські і представники злочинного світу, що переслідують його по всій країні.

## Ролі
- Джеффрі Дін Морган — Кур'єр
- Міккі Рурк — Максвелл
- Джозі Го — Анна
- Тіль Швайгер — агент ФБР
- Лілі Тейлор — місіс Капо
- Мігель Феррер — містер Капо
- Марк Марголіс — Ститч

## Зйомки
Зйомки проходили в Лас-Вегасі та Новому Орлеані.

## Цікаві факти
- У 2008 році, коли режисером фільму значився Рассел Малкехі, на головну роль розглядався Едріен Броуді.